# Oleh Šturbabin
Oleh Valerijovyč Šturbabin (* 22. července 1984 Baku, Sovětský svaz) je bývalý ukrajinský sportovní šermíř, který se specializoval na šerm šavlí. Ukrajinu reprezentoval od roku 2003 přes deset let. Na olympijských hrách startoval v roce 2004 v soutěži družstev a s ukrajinským družstvem šavlistů obsadil šesté místo. V roce 2005 obsadil třetí místo na mistrovství světa v soutěži jednotlivců a v roce 2010 třetí místo na mistrovství Evropy. S ukrajinským družstvem šavlistů vybojoval v roce 2006 druhé místo na mistrovství světa a v roce 2010 druhé místo na mistrovství Evropy.